# Heerlijkheid Milaan
De heerlijkheid Milaan (Italiaans: Signoria di Milano) was een vorstendom in Noord-Italië tijdens de middeleeuwen en bestond meer bepaald van 1257 tot 1395. Deze behoorde formeel tot het Heilige Roomse Rijk. De heerlijkheid functioneerde zo goed als autonoom.
Twee dynastieën bestuurden de heerlijkheid: het Huis della Torre (1257-1277), en na de Slag bij Desio (1277), het Huis Visconti (1277-1395). Opvallend bij beide dynastieën was het feit dat meerdere buitenechtelijke kinderen heerser werden over de heerlijkheid Milaan.

## Huis della Torre
De opkomst van de heerlijkheid Milaan vond zijn oorsprong in de stadsrechten van de hoofdstad Milaan in de loop van de 12e eeuw, toen steden zich losrukten van de macht van de keizer. Tweemaal per jaar werden er consuls verkozen, doch enkele families ijverden voor een permanent bestuur. Vanaf 1240 zwaaide het Huis della Torre de plak in de stadstaat Milaan. Ze noemden zich volkskapitein of Capitaneum Populi. Ze stonden officieel aan het hoofd van de Credenza di Sant’Ambrogio, een invloedrijk gezelschap van patriciërs in Milaan. Het Huis della Torre slaagde erin de consulsverkiezingen te laten overgaan tot een permanent bestuur door de volkskapitein. Dit bestuur werd erfelijk. De heerser behoedde zich ervoor zich ‘graaf’ of ‘comes’ van Milaan te noemen aangezien dit te veel refereerde naar graven ten tijde van het voormalige Frankische koninkrijk Italië. 
Pas in 1257 was de macht van het Huis della Torre stevig verankerd bij de stadsmagistraten zodat Martino della Torre zich officieel de eerste heer van Milaan of dominus Mediolani noemde. De laatste heerser della Torre was Napoleone of Napo della Torre. Hij verloor de Slag bij Desio (1277).

## Huis Visconti
Aartsbisschop Ottone Visconti was, als overwinnaar van de Slag bij Desio, de eerste Visconti die Milaan bestuurde. Het Huis Visconti zorgde nadien voor een aanzienlijke gebiedsuitbreiding in Noord-Italië tijdens de ganse 14e eeuw. In periodes waarin de heer van Milaan trouw was aan de keizer noemde hij zich vicarius of plaatsvervanger van de keizer in Lombardije.
De macht en de rijkdom van de Visconti’s waren dermate groot dat Wenceslaus, Rooms-Duits koning, de heerlijkheid Milaan verhief tot hertogdom Milaan (1395). De laatste heer van Milaan Gian Galeazzo Visconti werd op deze wijze de eerste hertog van Milaan.

## Illustraties

Wapenschild van het Huis della Torre
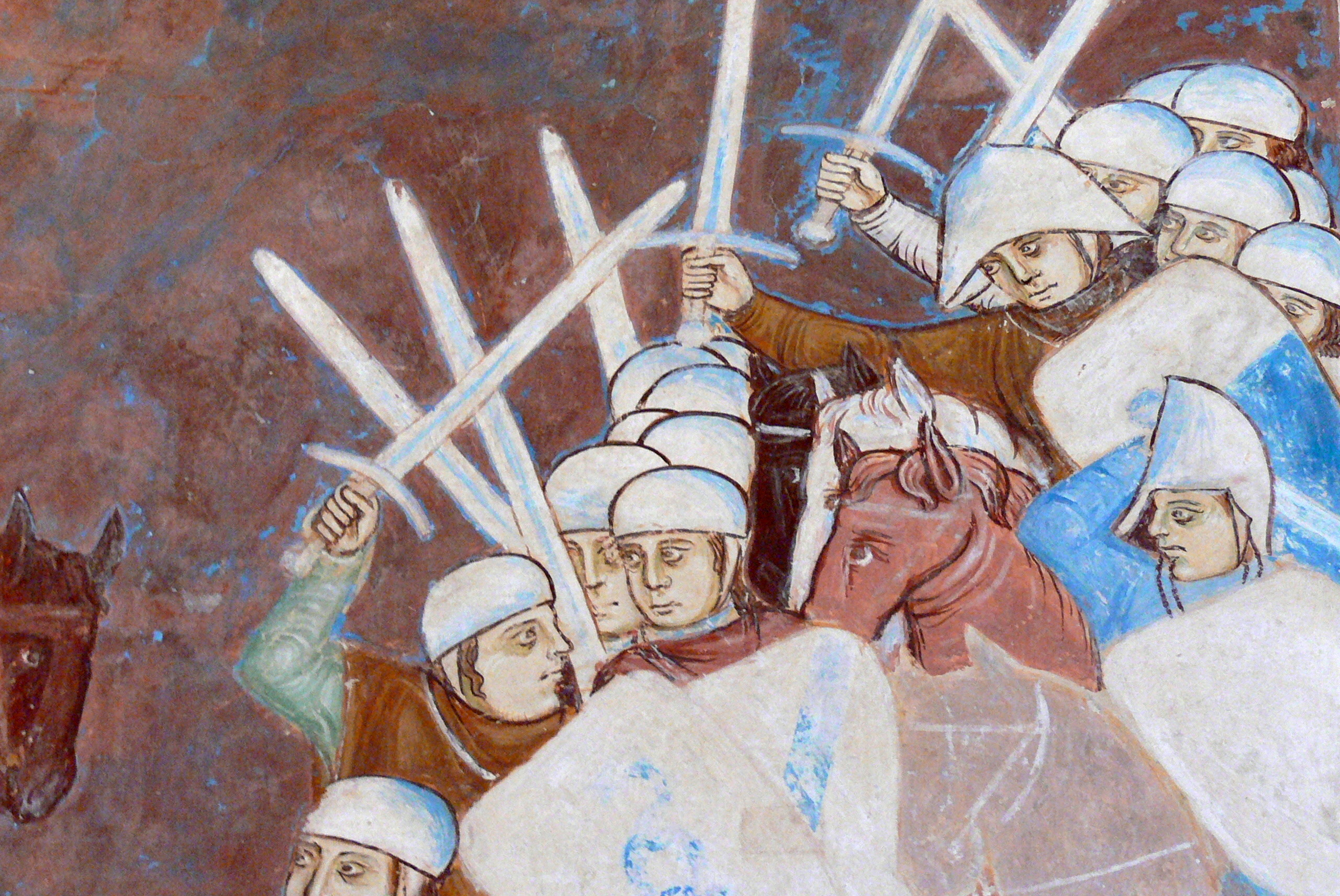
Slag bij Desio (1277)
Wapenschild van het Huis Visconti